# Dematochroma helleri
Dematochroma helleri is een keversoort uit de familie bladkevers (Chrysomelidae). De wetenschappelijke naam van de soort werd in 2007 gepubliceerd door Jolivet, Verma & Mille.